# Kalymnos (Regionalbezirk)
Der Regionalbezirk Kalymnos (griechisch Περιφερειακή Ενότητα Καλύμνου Periferiakí Enótita Kalymnou) ist einer von 13 Regionalbezirken der griechischen Region Südliche Ägäis. Er wurde anlässlich der Verwaltungsreform 2010 aus sechs Inselgemeinden der ehemaligen Präfektur Dodekanes gebildet und entspricht exakt dem Gebiet der ehemaligen Provinz Kalymnos, die bis 1997 bestand. Proportional zu seinen 31.383 Einwohnern entsendet das Gebiet vier Abgeordnete in den Regionalrat, hat aber keine weitere politische Bedeutung als Gebietskörperschaft. Es gliedert sich in die sechs Inseln und Gemeinden Agathonisi, Astypalea, Kalymnos, Leros, Lipsi und Patmos.